# Andrew Tyrie
Andrew Guy Tyrie, baron Tyrie, (né le 15 janvier 1957) est un homme politique du Parti conservateur britannique et ancien président de la Competition and Markets Authority. Il est député de Chichester de 1997 à 2017,,,.
Il est auparavant conseiller spécial au Trésor et président du comité du Trésor, après avoir pris ses fonctions le 10 juin 2010. Il est décrit par Donald Macintyre de The Independent en 2013 comme "le député d'arrière-ban le plus puissant de la Chambre des communes" et par The Economist comme un conservateur libéral.

## Jeunesse
Tyrie est né à Rochford, Essex, le 15 janvier 1957,. Il fait ses études à Felsted School et à Trinity College, Oxford, où il étudie Philosophie, politique et économie, obtenant son diplôme en 1979. Il fréquente ensuite le Collège d'Europe à Bruges, où il reçoit un certificat de troisième cycle d'études européennes avancées, suivi du Wolfson College de Cambridge, où il obtient le diplôme de MPhil.
Tyrie travaille au siège social du groupe British Petroleum (BP) de 1981 à 1983. De 1990 à 1991, il est membre du Nuffield College, Oxford, puis économiste principal à la Banque européenne pour la reconstruction et le développement de 1992 à 1997,. Tyrie se présente à Houghton et Washington en 1992.

## Carrière parlementaire

### De 1997 à 2010
Tyrie est élu pour la première fois en tant que député de Chichester aux élections générales de 1997, lorsque les travaillistes reviennent au gouvernement. Après la deuxième défaite du Parti conservateur face aux travaillistes aux élections générales de 2001, William Hague annonce son départ de chef de l'opposition. Tyrie devient le directeur de campagne de Kenneth Clarke lors de l'élection à la direction suivante. Clarke remporte le scrutin final des députés, mais est battu par Iain Duncan Smith lors du vote des militants. Tyrie refuse de rejoindre le cabinet fantôme du nouveau chef en raison de différences idéologiques.
Après que Michael Howard ait succédé à Duncan Smith en tant que chef conservateur, Tyrie entre dans son cabinet fantôme comme secrétaire financier fantôme au Trésor entre novembre 2003 et mars 2004, puis comme payeur général entre mars 2004 et mai 2005.
En 2005, il est président fondateur du Groupe parlementaire multipartite sur la restitution extraordinaire, un groupe de députés du Parlement britannique qui examine la question de la restitution extraordinaire et des questions connexes,. Il est membre de la Commission des comptes publics depuis 1997 et siège au Comité exécutif du comité 1922 entre 2005 et 2006.
La troisième défaite consécutive des conservateurs après les élections de 2005 conduit Michael Howard à démissionner, déclenchant une course à la direction. Tyrie dirige la campagne de Kenneth Clarke, qui échoue à nouveau - Clarke est éliminé au premier tour de scrutin. David Cameron est ensuite élu chef. Tyrie ne rejoint pas le cabinet fantôme.
Tyrie est également membre du Centre for Policy Studies. Il est actionnaire du Veritas Asian Fund  et de Falcon Land Limited, et il siège au conseil d'administration de Rugby Estates . Dans sa circonscription, Tyrie est impliqué localement, notamment en soutenant des campagnes incluant le mouvement pour empêcher le déclassement du service des accidents et des urgences de l'hôpital St Richard.

### Depuis 2010
Le 10 juin 2010, Tyrie est élu à la présidence du comité du Trésor, battant le favori original Michael Fallon pour succéder à John McFall. Il est réélu sans opposition à la présidence du comité après les élections générales de 2015. Tyrie représente également le Royaume-Uni au sein de l'Union interparlementaire.
En décembre 2015, Tyrie se rebelle contre le gouvernement Cameron en s'opposant à sa motion visant à rejoindre la coalition américaine pour mener des frappes aériennes contre l'État islamique . Le mois suivant, lors d'une réunion du Comité de liaison, qu'il préside, Tyrie affronte Cameron sur le refus du Premier ministre de divulguer des détails concernant l'implication du Royaume-Uni dans la guerre civile syrienne. À un moment donné, Cameron s'est exclamé à Tyrie: "Vous ne savez pas de quoi vous parlez". L'interrogatoire de Tyrie lors de la session de janvier 2016 du Comité est décrit dans The Guardian comme une "opposition d'un seul homme". Tyrie, comme Cameron, est membre du Marylebone Cricket Club.
Tyrie est opposé au Brexit avant le Référendum sur l'appartenance du Royaume-Uni à l'Union européenne.

## Carrière post-parlementaire
Tyrie quitte son poste de député en 2017, décidant de ne pas se présenter aux élections générales anticipées.
En avril 2018, il est nommé président de l'Autorité de la concurrence et des marchés. En juin 2020, le départ de Tyrie du poste est annoncé, prenant effet en septembre. Certains estiment qu'il a été forcé de se retirer par les membres du conseil d'administration de l'ABC qui s'étaient opposés à son programme réformiste.
Tyrie est créé pair à vie le 12 juin 2018, prenant le titre de baron Tyrie, de Chichester dans le Sussex de l'Ouest.